# Carles Folguera i Felip
Carles Folguera i Felip (Bell-lloc d'Urgell, 18 d'octubre de 1968) és un exporter d'hoquei sobre patins català i pedagog, director de la Masia del FC Barcelona des de l'any 2002. Fou considerat el millor porter d'hoquei patins del seu moment i un dels grans porters de la història d'aquest esport, marcant un estil propi i una nova manera de defensar la porteria que ha perdurat. Va introduir el disseny en guants i en les guardes dels porters que fins llavors eren negres.

## Biografia
Iniciat en la base del Club Patí Bell-lloc on va estar des dels 6 fins als 16 anys, ben aviat va destacar i va passar al Lleida Llista Blava. L'any 1986, amb 17 anys, fitxà per l'Igualada HC, club amb el qual guanyà molts títols, entre ells 4 Lligues i 3 Copes d'Europa. Aquesta brillant trajectòria la completà al FC Barcelona. En total guanyà la impressionant xifra de 40 títols amb els seus clubs. Va compatir trajectòria amb el jugador David Gabaldón, amb el qual jugà 8 anys a Igualada i 8 al Barça, retirant-se tots dos l'any 2003. Carles Folguera també fou internacional júnior i sènior amb Espanya, selecció amb la qual guanyà Campionat del Món, una Copa de les Nacions i una medalla de plata olímpica.
És llicenciat en magisteri d'Educació Física per l'INEFC i ha cursat estudis de pedagogia. L'any 2000 va escriure un llibre titulat "Porteria a zero", un sistema d'entrenament per la iniciació dels porters d'hoquei patins.
Des de l'any 2002 és director de La Masia, la residència dels joves de les categories inferiors del FC Barcelona.
Com a responsable de l'educació d'aquests nois, Folguera ajudà a Andrés Iniesta a integrar-se a la Masia i ha tractat jugadors com Puyol, Messi, Valdés, Pedro o Bojan.
Resident a Sant Joan Despí, casat i amb una filla, Carla. És germà del també ex jugador d'hoquei patins Albert Folguera.

## Trajectòria esportiva
- Club Patí Bell-lloc (1974-1985)
- Lleida Llista Blava (1985-1986)
- Igualada HC (1986-1995)
- FC Barcelona (1995-2003)

## Palmarès

### Clubs
- 11 Lliga espanyola d'hoquei patins masculina: (7 FC Barcelona, 4 Igualada HC)[4]
- 5 Copa espanyola d'hoquei patins masculina:
- 1 Supercopa espanyola d'hoquei patins masculina:
- 6 Lliga catalana d'hoquei patins: (3 FC Barcelona, 3 Igualada HC)
- 7 Copa d'Europa d'hoquei patins masculina:
- 6 Supercopa d'Europa d'hoquei patins masculina:
- 1 Copa Intercontinental d'hoquei patins masculina:
- 3 Copa Ibèrica d'hoquei patins:
- 1 Copa Enxaneta (Categoría Infantil 1984 amb el Club Patí Bell-lloc)

### Selecció
- 1 Campionat del Món
- 1 Copa de les Nacions
- 1 Medalla de plata olímpica.[4]